# Васильев, Иван Николаевич
Иван Николаевич Васильев (24 сентября 1923, Долговка, Челябинская губерния — 1 июля 2000, Копейск, Челябинская область) — старший сержант Рабоче-крестьянской Красной Армии, участник Великой Отечественной войны, Герой Советского Союза (1944). После войны — мастер литейного цеха на Копейском ремонтно-механическом заводе.

## Биография
Родился 24 сентября 1923 года в крестьянской семье в селе Долговка Долговского сельсовета Долговской волости Челябинского уезда Челябинской губернии, ныне село входит в Куртамышский муниципальный округ Курганской области. Родители — Николай и Татьяна Ивановна Васильевы. В начале 1930-х годов вместе с семьёй переехал в город Копейск Челябинской области, где окончил школу-семилетку № 14, школу фабрично-заводского ученичества, после чего работал в тресте «Челябуглеразведка» сменным буровым мастером.
В декабре 1941 года ушёл на фронт добровольцем, был призван на службу в Рабоче-крестьянскую Красную Армию Копейским РВК Челябинской области. В Челябинске формировался 26-й запасный лыжный полк, куда был зачислен Иван Васильев. Полк был размещен в Шершнях, там он прошёл курсы младшего командного состава, получил звание старший сержант и назначен командиром стрелкового взвода.
Войну начал под Москвой, участвовал в Ржевско-Вяземской стратегической наступательной операции. В июле 1942 года в составе 365-го стрелкового полка 5-й танковой армии, в котором служил Иван Васильев, был переброшен под Сталинград. 29 сентября 1942 года был тяжело ранен, попал в госпиталь. Почти полгода провел в госпитале: тяжелая контузия обернулась полной глухотой, по излечении вернулся в строй.
В дальнейшем служил стрелком 184-го гвардейского стрелкового полка 62-й гвардейской стрелковой дивизии 37-й армии. Отличился во время битвы за Днепр.
28 сентября 1943 года, когда атакующие немецкие подразделения вывели из строя пулемётный расчёт, занял место пулемётчика и огнём подавил две вражеские огневые точки. В ходе боя за село Мишурин Рог подбил гранатой немецкий танк, после чего автоматным огнём уничтожил его экипаж. Одним из первых прорвавшись в село, уничтожил пулемётное гнездо, что способствовало успешному продвижению вперёд и освобождению села.
Представлен к награждению званием Героя Советского Союза за «мужество, находчивость и отвагу, проявленные в бою у села Мишурин Рог». Указом Президиума Верховного Совета СССР «О присвоении звания Героя Советского Союза офицерскому, сержантскому и рядовому составу Красной Армии» от 22 февраля 1944 года за «образцовое выполнение боевых заданий командования при форсировании реки Днепр, развитие боевых успехов на правом берегу реки и проявленные при этом отвагу и геройство» был удостоен высокого звания Героя Советского Союза с вручением ордена Ленина и медали «Золотая Звезда» за номером 3436.
Конец войны встретил в звании старшего сержанта на 2-м Украинском фронте. После окончания войны был демобилизован и вернулся в Копейск, где работал мастером литейного цеха на Копейском ремонтно-механическом заводе, неоднократно награждался Почётными грамотами и ценными подарками.
С 1950 года — член ВКП(б).
Cкончался 1 июля 2000 года в городе Копейске Челябинской области. Похоронен в Копейске.

## Награды
- Герой Советского Союза, 22 февраля 1944 года[5]
  - ордена Ленина
  - Медаль «Золотая Звезда» № 3436
- Орден Отечественной войны I степени, 6 апреля 1985 года[6]
- медали:
  - Медаль «За отвагу», 10 октября 1943 года[7]
  - Юбилейная медаль «За доблестный труд. В ознаменование 100-летия со дня рождения Владимира Ильича Ленина», 1970 год[8]
  - Медаль «За победу над Германией в Великой Отечественной войне 1941—1945 гг.»
  - Юбилейная медаль «Двадцать лет Победы в Великой Отечественной войне 1941—1945 гг.»
  - Юбилейная медаль «Тридцать лет Победы в Великой Отечественной войне 1941—1945 гг.»
  - Юбилейная медаль «Сорок лет Победы в Великой Отечественной войне 1941—1945 гг.»
  - Юбилейная медаль «50 лет Победы в Великой Отечественной войне 1941—1945 гг.»
  - Медаль «За взятие Будапешта»
  - Медаль «За взятие Вены»
  - Медаль «Ветеран труда»
  - Юбилейная медаль «40 лет Вооружённых Сил СССР»
  - Юбилейная медаль «50 лет Вооружённых Сил СССР»
  - Юбилейная медаль «60 лет Вооружённых Сил СССР»
  - Юбилейная медаль «70 лет Вооружённых Сил СССР»
- Поздравительная открытка от губернатора П.И. Сумина, 1998 год[9]
- Неоднократно награждался Почетными грамотами и ценными подарками за труд на Копейском ремонтно-механическом заводе[10]

## Память
- Бюст установлен в городе Копейске.
- 7 мая 2015 года на Куртамышском аэродроме был открыт Мемориал Героям Советского Союза — уроженцам Куртамышского района (Т.А. Бояринцев, И.Н. Лоскутников, И.Н. Васильев, Г.А. Борисов, Г.Н. Зубов, А.Г. Матвиенко)[11].
- Мемориальная доска на здании Копейского городского военного комиссариата[3].